# Tổng thống Iraq
Tổng thống Iraq là nguyên thủ quốc gia của Cộng hòa Iraq và "người bảo đảm các cam kết của Hiến pháp và sự bảo tồn nền độc lập, chủ quyền, thống nhất, an ninh của Iraq cho phù hợp với quy định của Hiến pháp." Tổng thống được Hội đồng Đại biểu bầu chọn bởi hai phần ba đa số, và bị giới hạn hai nhiệm kỳ bốn năm. Tổng thống phê chuẩn các điều ước và luật lệ quốc tế được thông qua bởi Hội đồng đại biểu, vấn đề ân xá dựa trên những khuyến nghị của Thủ tướng Chính phủ và thực hiện "nhiệm vụ của Bộ Tư lệnh Cấp cao các Lực lượng vũ trang cho những mục đích nghi lễ và danh dự".

## Chủ tịch Hội đồng
Chủ tịch Hội đồng là một thiết chế hoạt động dưới sự bảo trợ của "điều khoản chuyển tiếp" của Hiến pháp. Theo Hiến pháp, Chủ tịch Hội đồng có chức năng trong vai trò của Tổng thống cho đến một nhiệm kỳ liên tiếp sau khi Hiến pháp được phê chuẩn và một chính phủ được bầu chọn. Chủ tịch Hội đồng có quyền bổ sung để gửi việc lập pháp về Hội đồng Đại biểu sửa đổi.

## Danh sách Tổng thống Iraq
Đây là danh sách Tổng thống Iraq kể từ năm 1958. 
| #                                                     | Tên                                                       | Hình                                 | Sinh-Mất  | Từ                   | Đến                                      | Đảng phái                                                              |
| ----------------------------------------------------- | --------------------------------------------------------- | ------------------------------------ | --------- | -------------------- | ---------------------------------------- | ---------------------------------------------------------------------- |
| • Cộng hòa Iraq (Đảng Ba'ath cũ) (1958–1968) •        |                                                           |                                      |           |                      |                                          |                                                                        |
| 1                                                     | Muhammad Najib ar-Ruba'i محمد نجيب الرباعي                |                                      | 1904–1965 | 14 tháng 7 năm 1958  | 8 tháng 2 năm 1963 (bị phế truất)        | Quân đội                                                               |
| 2                                                     | Abdul Salam Arif عبد السلام عارف                          |                                      | 1921–1966 | 8 tháng 2 năm 1963   | 13 tháng 4 năm 1966 (mất khi đương chức) | Quân đội / Liên bang Xã hội chủ nghĩa Ả Rập                            |
| —                                                     | Abd ar-Rahman al-Bazzaz عبد الرحمن البزاز (quyền)         |                                      | 1913–1973 | 13 tháng 4 năm 1966  | 16 tháng 4 năm 1966                      | Liên bang Xã hội chủ nghĩa Ả Rập                                       |
| 3                                                     | Abdul Rahman Arif عبد الرحمن عارف                         |                                      | 1916–2007 | 16 tháng 4 năm 1966  | 17 tháng 7 năm 1968 (bị phế truất)       | Quân đội / Liên bang Xã hội chủ nghĩa Ả Rập                            |
| • Cộng hòa Iraq (dưới thời Đảng Ba'ath) (1968–2003) • |                                                           |                                      |           |                      |                                          |                                                                        |
| 4                                                     | Ahmed Hassan al-Bakr أحمد حسن البكر                       |                                      | 1914–1982 | 17 tháng 7 năm 1968  | 16 tháng 7 năm 1979                      | Quân đội / Đảng Ba'ath Iraq (Khu vực Iraq) (Mặt trận Dân tộc Cấp tiến) |
| 5                                                     | Saddam Hussein صدام حسين                                  | Tập tin:Saddam Hussein (cropped).jpg | 1937–2006 | 16 tháng 7 năm 1979  | 9 tháng 4 năm 2003 (bị phế truất)        | Đảng Ba'ath Iraq (Khu vực Iraq) (Mặt trận Dân tộc Cấp tiến)            |
| • Hội đồng Điều hành Iraq (2003–2004) •               |                                                           |                                      |           |                      |                                          |                                                                        |
| —                                                     | Liên minh Chính quyền lâm thời                            |                                      | –         | 21 tháng 4 năm 2003  | 28 tháng 6 năm 2004                      | –                                                                      |
| • Cộng hòa Iraq (2004 đến nay) •                      |                                                           |                                      |           |                      |                                          |                                                                        |
| —                                                     | Ghazi Mashal Ajil al-Yawer غازي مشعل عجيل الياور (acting) |                                      | 1958–     | 28 tháng 6 năm 2004  | 7 tháng 4 năm 2005                       | Iraqis                                                                 |
| 6                                                     | Jalal Talabani جلال طلباني                                |                                      | 1933–2017 | 7 tháng 4 năm 2005   | 24 tháng 7 năm 2014                      | Liên hiệp Ái quốc Kurdistan                                            |
| 7                                                     | Fuad Masum فؤاد معصوم                                     |                                      | 1938–     | 24 tháng 7 năm 2014  | 2 tháng 10 năm 2018                      | Liên hiệp Ái quốc Kurdistan                                            |
| 8                                                     | Barham Salih بەرهەم ساڵح                                  |                                      | 1960–     | 2 tháng 10 năm 2018  | 17 tháng 10 năm 2022                     | Liên hiệp Ái quốc Kurdistan                                            |
| 9                                                     | Abdul Latif Rashid لطيف رشيد لەتیف رەشید                  |                                      | 1944–     | 17 tháng 10 năm 2022 | Đương nhiệm                              | Liên hiệp Ái quốc Kurdistan                                            |